# Katholische Kirche St. Peter und Paul (Erlangen-Bruck)

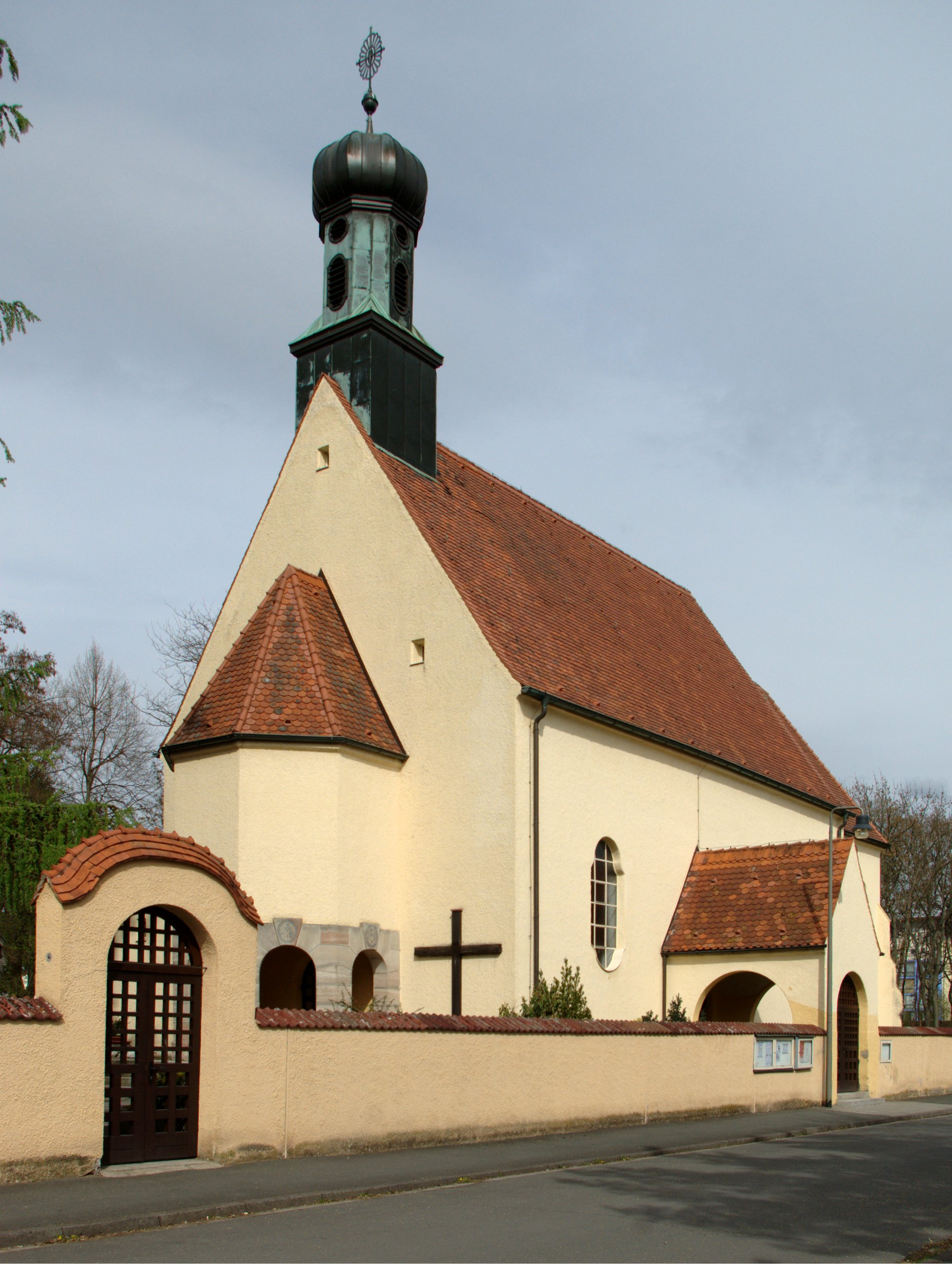
Die katholische Kirche St. Peter und Paul, 2012

Die katholische Kirche St. Peter und Paul im Erlanger Stadtteil Bruck ist die Pfarrkirche der gleichnamigen römisch-katholischen Gemeinde von Erlangen-Bruck. Sie wurde in den Jahren 1907/08 nach den Plänen des Nürnberger Regierungsbaumeisters Hermann Selzer in unmittelbarer Nähe des Brucker Friedhofs erbaut. In Erlangen-Bruck, das im Zuge der Reformation 1527 evangelisch wurde, befindet sich auch die evangelisch-lutherische Kirche St. Peter und Paul.
Zur katholischen Pfarrei St. Peter und Paul, die zusammen mit der Pfarrei Heilig Kreuz den Seelsorgebereich Erlangen-Süd bildet, gehören neben der Pfarrkirche die Filialkirchen St. Kunigund in Eltersdorf (erbaut 1969/70), Heilige Familie in Tennenlohe (erbaut 1978/79) und St. Marien in Erlangen-Bruck (erbaut 1980/81). Zum Pfarrsprengel gehören der Stadtteil Bruck südlich der Linie Herzogenauracher Damm – Fürther Straße – Felix-Klein-Straße – Anschützstraße sowie die Stadtteile Eltersdorf und Tennenlohe.

## Geschichte
In der Zeit von der Reformation bis zur Kuratieerhebung Erlangens 1783 wurden die wenigen Katholiken in Bruck seelsorgerisch von der Pfarrei St. Xystus in Büchenbach betreut. Nach den Napoleonischen Kriegen wurde im frühen 19. Jahrhundert das Königreich Bayern politisch und konfessionell neu geordnet. Erst 1859 wurden die Katholiken in Brucks aus dem Verband der dortigen evangelischen Gemeinde ausgepfarrt und der Pfarrei Herz Jesu, der ältesten nachreformatorischen katholischen Pfarrei Erlangens, angegliedert. Wie in anderen evangelischen Gebieten wuchs auch in Mittelfranken im Zeitalter der Industrialisierung der katholische Bevölkerungsanteil. Anfang des 20. Jahrhunderts wurde in Bruck der Bau einer katholischen Kirche erforderlich, die erste Filialkirche der Herz-Jesu-Pfarrei. Diese wurde vom Nürnberger Regierungsbaumeister Hermann Selzer entworfen und bei seiner Weihe am 12. Juli 1908 demselben Patrozinium (Gedenktag: 29. Juni) unterstellt wie die evangelische Kirche Brucks.
Für die katholische Gemeinde in Bruck wurde am 27. September 1921 eine Tochterkirchenstiftung gegründet. Im Zuge der Verlegung der zweiten Kaplansstelle von Herz Jesu nach Bruck wurde die Gemeinde St. Peter und Paul am 8. November 1924 zur Kuratie erhoben. Am 1. November 1956 erfolgte die Erhebung zur Pfarrei.

## Architektur

### Außenbau
Der in etwa nach Osten ausgerichtete Kirchenbau ist im barockisierenden Heimatstil und erinnert an eine Dorfkirche auf dem fränkischen Land. Statt eines eigenen Turms krönt ein bescheidener Dachreiter das steil aufragende Satteldach der Pfarrkirche. Dadurch und durch ihre Lage abseits der Hauptstraße durch Bruck nimmt sie sich vornehm gegenüber der wesentlich älteren evangelischen Kirche zurück. Die Anlage wird von einer niedrigen Mauer umgeben.
Auf der Ostseite ist ein eingezogener, polygonal geschlossener Chor angebaut, der durch Strebepfeiler gegliedert. Auf Westseite befindet sich ein ebenfalls polygonaler, offener Portalvorbau, auf der Südseite ein rechteckiger, offener Portalvorbau. Gegenüber auf der Nordseite ist ein halbrund geschlossener Kapellenraum an das vierachsige Langhaus angefügt.

### Innenraum
Der Innenraum wird von einer zweifach gestuften, kassettierten Muldendecke überspannt. Großzügige Fensteröffnungen im Langhaus, die oben wie unten im leicht eingezogenen Rundbogen schließen, sorge für eine helle, lichte Raumwirkung. Der innen ausgerundete Chor enthält auf der Südseite und auf den Schrägseiten des Schlusses jeweils einfache Rundbogenfenster, die von darüber angeordneten Ovalfenstern begleitet werden. Die Nordseite des Chores ist fensterlos, da hier die Sakristei angebaut ist.

## Ausstattung
Altäre und Kanzel wurden in der Entstehungszeit der Kirche im barockisierenden Heimatstil ausgeführt. Die heutigen Gemälde am Hochaltar schuf der aus Berlin stammende Kirchenmaler Paul Plontke 1948. Sie stellen den auferstandenen Christus (Mitte), eingerahmt von den Apostelfürsten Petrus (links) und Paulus (rechts), dar. Im Auszugsbild ist der Heilige Geist in Gestalt einer Taube zu sehen.
An der Emporenbrüstung ist ein Gemälde angebracht, das die Flucht der Heiligen Familie zeigt. Jedoch wird nicht die Flucht nach Ägypten dargestellt, sondern die Wanderung innerhalb Brucks von der evangelischen zur katholischen Kirche. Es wurde wahrscheinlich von Professor Karl Selzer gemalt, dessen zur Erstausstattung der Kirche gehörende Altarbilder sich heute in der Filialkirche St. Marien befinden.

### Orgel
Ein Charakteristikum von St. Peter und Paul ist die in das Altarretabel integrierte Orgel, die von einem Spieltisch auf der Empore aus bespielt wird. Sie wurde im Jahr 1938 von einem unbekannten Meister erbaut und 1979 von der Orgelbaufirma Stellmacher aus Nürnberg umgebaut. Sie umfasst zwölf klingende Register auf zwei Manualen und Pedal. Die heutige Disposition lautet wie folgt:
| I Hauptwerk |              |       |
| 1.          | Gedeckt      | 8′    |
| 2.          | Prinzipal    | 4′    |
| 3.          | Nasat        | 2 ⁄3′ |
| 4.          | Blockflöte 0 | 2′    |
| 5.          | Mixtur III   | 1 ⁄3′ |

| II Nebenwerk |                |           |
| 06.          | Salicional     | 8′        |
| 07.          | Quintatön      | 8′        |
| 08.          | Traversflöte 0 | 4′        |
| 09.          | Prinzipal      | 2′        |
| 10.          | Hörnlein       | 1′ + 4⁄5′ |

| Pedal |           |     |            |
| 11.   | Subbaß    | 16′ |            |
|       | Zartbaß   | 16′ | [ Anm. 1 ] |
| 12.   | Oktavbaß0 | 08′ |            |

- Koppeln: II/I, Super II/I, I/P, II/P
- Spielhilfen: 6 Setzer-Kombinationen

Anmerkungen
1. ↑  Windabschwächung aus Subbaß 16′